# New Madrid (Missouri)
New Madrid település az Amerikai Egyesült Államok Missouri államában, New Madrid megyében, melynek megyeszékhelye is. Lakosainak száma 2787 fő (2020. április 1.).

## Népesség
A település népességének változása:

| 2010 | 3 116 |
| 2020 | 2 787 |